# بيت غانتس
بيت غانتس هو رياضي خماسي سويسري، ولد في 29 أبريل 1946.

## وصلات خارجية
- بيت غانتس على موقع اللجنة الأولمبية الدولية (الإنجليزية)
- بيت غانتس على موقع أوليمبيديا (الإنجليزية)